# Wasyl Semeniuk
Wasyl Semeniuk (ur. 2 sierpnia 1949 w Dorze) – duchowny greckokatolicki, od 2006 biskup eparchii, a następnie archieparchii tarnopolsko-zborowskiej.

## Życiorys
Święcenia kapłańskie przyjął 22 grudnia 1974. Pracował w greckokatolickim seminarium we Lwowie, był też duszpasterzem w kilku regionach ówczesnej Ukraińskiej SRR. Po legalizacji Kościoła greckokatolickiego w ZSRR został inkardynowany do nowo utworzonej eparchii tarnopolskiej (od 1993 tarnopolsko-zborowskiej). Był m.in. rektorem seminarium w Tarnopolu oraz protosyncelem eparchii.
10 lutego 2004 papież Jan Paweł II mianował go biskupem pomocniczym eparchii tarnopolsko-zborowskiej i przydzielił mu stolicę tytularną Castra Severiana. Chirotonii udzielił mu 3 kwietnia 2004 kard. Lubomyr Huzar. 19 października 2006 został biskupem eparchialnym tejże eparchii, zaś w 2011 został pierwszym zwierzchnikiem nowo powstałej metropolii tarnopolsko-zborowskiej.
Synod biskupów Ukraińskiego Kościoła Greckokatolickiego przyjął jego rezygnację z urzędu arcybiskupa metropolity tarnopolsko-zborowskiego. 17 października 2024 papież Franciszek zatwierdził tę decyzję.